# Tina Reynolds
 (mars 2021).
Si vous disposez d'ouvrages ou d'articles de référence ou si vous connaissez des sites web de qualité traitant du thème abordé ici, merci de compléter l'article en donnant les références utiles à sa vérifiabilité et en les liant à la section « Notes et références ».
Tina Reynolds, nom de scène de Philomena Quinn (née à Greystones (Irlande)), est une chanteuse irlandaise. Elle est la représentante de l'Irlande au Concours Eurovision de la chanson 1974.

## Biographie
À partir de 16 ans, Tina est chanteuse dans des groupes de spectacles irlandais, comme The Mexicans ou The Tophatters. À partir de 1969, elle est chanteuse dans le groupe de pop irlandais The Real McCoy. Elle obtient alors son premier succès I Don't Know How to Love Him, une chanson de l'opéra-rock Jesus Christ Superstar, qui est numéro un en Irlande. Deux autres singles, Tell Me What’s The Matter (1972, 15e place) et When Morning Has Come (1973, 20e place), sont dans les meilleures ventes.
Tina faillit représenter l'Irlande au Concours Eurovision de la chanson en 1973, elle est envoyée en avion au Luxembourg pour remplacer la chanteuse Maxi lorsqu'un différend sur l'arrangement en concert de la chanson surgit lors des répétitions. Finalement, Maxi accepte de jouer l'arrangement préféré du directeur musical de RTÉ Colman Pearce.
En 1974, Reynolds remporte la sélection irlandaise pour le concours Eurovision de la chanson. La chanson Cross Your Heart finit à la 7e place sur dix-sept participants. Il est par ailleurs numéro un des ventes en Irlande. Elle interprète une version en allemand, Hand auf´s Herz, et apparaît au ZDF-Hitparade.
Après l'Eurovision, Tina reste une artiste populaire en direct et à la télévision en Irlande. Reynolds rejoint ensuite le groupe de spectacles The Nevada, où elle est active jusqu'à la fin des années 1970. Elle a d'autres succès avec All Through the Night (un duo avec Glen Curtin), numéro 20 en 1975 et I'll Do It All Again qui est numéro 3 en 1976.